# Шенајхе бај Берлин
Шенајхе бај Берлин (њем. Schöneiche bei Berlin) општина је у њемачкој савезној држави Бранденбург. Једно је од 38 општинских средишта округа Одер-Шпре. Према процјени из 2010. у општини је живјело 12.129 становника. Посједује регионалну шифру (AGS) 12067440, NUTS (DE415) и LOCODE (DE SNI) код.

## Географски и демографски подаци
Шенајхе бај Берлин се налази у савезној држави Бранденбург у округу Одер-Шпре. Општина се налази на надморској висини од 38 метара. Површина општине износи 16,6 km². У самом мјесту је, према процјени из 2010. године, живјело 12.129 становника. Просјечна густина становништва износи 729 становника/km².

## Међународна сарадња
| Мјесто | Држава | Врста сарадње | Од    |
| ------ | ------ | ------------- | ----- |
|        | Пољска | партнерство   | 1992. |
| Извор  |        |               |       |